# Lito Camo
Carlito F.Camo (12 de marzo de 1972, Bongabong), conocido artísticamente como Lito Camo. Es un famoso cantante de música pop y rock, compositor y actor filipino, nacido en Bongabong, isla de Mindoro. Su carrera artística empezó a partir de 1997, dando a conocer su primer álbum "Sino Camo" con sus primeros singles, canciones tituladas como "Kung Ikaw" y "Hey Babe", con cuales ha Obtenido un disco de oro por las ventas alcanzadas. Además su estilo ha sido inspirada en su compatriota, el cantante Ely Buendía.

## Discografía
- ADoo Doo Doo Ada dada
- Bakit Papa
- Boom Tarat Tarat
- Igiling giling
- Bulaklak
- Ms. Flawless
- Papi Mo Ako
- Spaghetti Song
- Otso-otso
- Wowowee
- Ye Ye Vonnel
- Kailan
- Iiyak nalang
- Kailan (artificial beauty OST)
- Bilog ang mundo
- Uuwi ka na raw
- Huwag
- Magkaibigan
- Kahit
- Tama na yan

## Filmografía
- TV Shows
- Yes Yes Show (2004-2005)
- Wowowee (2005-presente)